# 2S35 Koalitsiya-SV
2S35 Koalitsiya-SV (tiếng Nga: 2С35 «Коалиция-СВ») là một loại pháo tự hành do Nga phát triển và chế tạo, được nhìn thấy lần đầu trước công chúng vào năm 2015 trong các đợt diễn tập cho cuộc diễu hành Ngày Chiến thắng Moskva. 2S35 được dự kiến sẽ bổ sung và thay thế 2S19 Msta trong Lục quân Nga.

## Phát triển
Thiết kế ban đầu của 2S35 là một biến thể của 2S19 Msta, bao gồm một khung gầm 2S19 với tháp pháo được sửa đổi, trang bị pháo cỡ nòng 152 mm, nạp đạn tự động. Việc phát triển biến thể này bị tạm dừng vào năm 2010.
Vào tháng 11 năm 2014, các mẫu thử nghiệm của 2S35 đang được tiến hành. Tháng 11 năm 2023, các thử nghiệm cấp nhà nước cuối cùng đã hoàn toàn và chuẩn bị đưa vào sản xuất hàng loạt.

## Thiết kế
2S35 được kỳ vọng sẽ có mức độ tự động hóa rất cao sẽ làm giảm đáng kể số lượng kíp chiến đấu, có lẽ chỉ có hai hoặc ba người trong một vỏ bọc thép bên dưới hai mặt nắp phía trước.

### Vũ khí
Các báo cáo ban đầu mô tả trang bị vũ khí chính là một khẩu pháo 2A88 152 mm L/52 với tầm bắn đạt tới 100 km khi sử dụng đạn tăng tầm dẫn đường chính xác, hoặc lên đến 40 km với các loại đạn cơ bản hiện đang được sử dụng trên Msta-S. Tốc độ bắn trung bình là 16 viên/phút,(15+) tốc độ bắn tối đa 20 viên/phút. Tốc độ bắn của 2S35 được cải thiện nhờ bộ nạp đạn khí nén mới. Cơ số đạn mang theo ước tính khoảng 60-70 viên đạn 152mm và sử dụng xe nạp đạn đặc biệt với thời gian nạp đầy đạn là 15 phút.
Nga cũng được cho là đã phát triển một phiên bản 2S35 hai nòng (một trên một dưới), nhưng sau một số lần thử nghiệm phiên bản này đã bị bỏ.
Vũ khí phụ trang bị trên 2S35 là hệ thống điều khiển vũ khí từ xa 12.7 mm X 108 mm ZiD Kord.

### Chỉ huy và điều khiển thống nhất
2S35 không phải là pháo tự hành cổ điển, mà là một hệ thống tự động hóa cao. 2S35 có một hệ thống chỉ huy và điều khiển thống nhất với tất cả các hành động được hiển thị. Hệ thống có thể tự động lựa chọn kiểu đạn thích hợp tùy theo nhiệm vụ và lượng đạn cần nạp.
Tháp pháo hoạt động hoàn toàn bằng kỹ thuật số và được điều khiển từ xa thông qua hệ thống chỉ huy và điều khiển thống nhất. Trong tương lai, tháp pháo có thể được đặt trên khung gầm của T-14 Armata.

### Tính cơ động
2S35 ban đầu được báo cáo là dựa trên Nền tảng Chiến đấu Đa năng Armata, trong trường hợp T-14 Armata và T-15 Armata có 7 bánh xe. Tuy nhiên, những chiếc 2S35 xuất hiện trong cuộc diễu hành Ngày Chiến thắng ở Moskva năm 2015 và các buổi tập dượt không được xây dựng trên nền tảng Armata mà trên nền tảng 6 bánh có vẻ như là một khung gầm T-90, các biến thể sản xuất sau này được dự kiến là dựa trên nền tảng Armata thống nhất.

## Hình ảnh

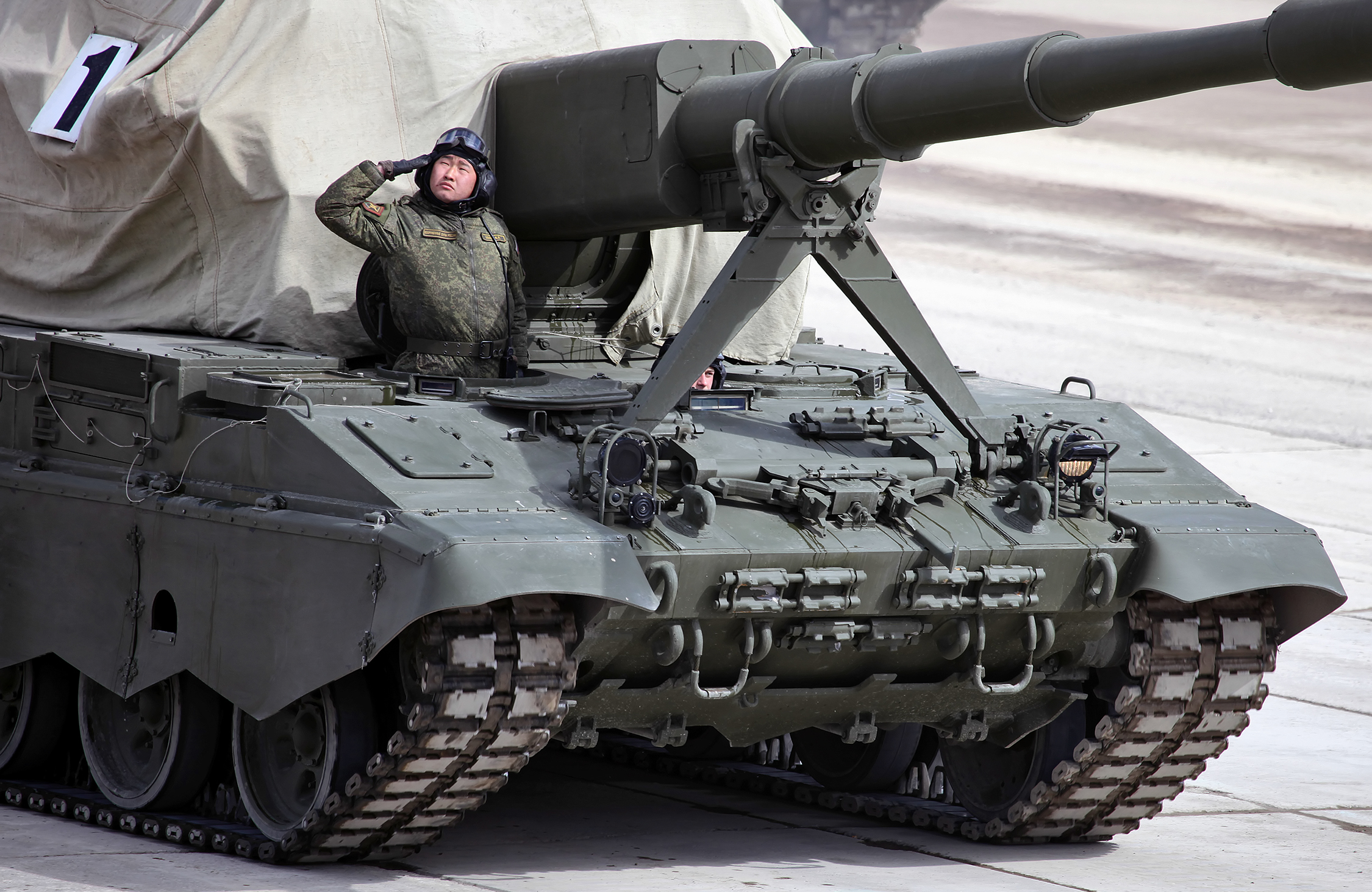
Nhìn gần phía trước
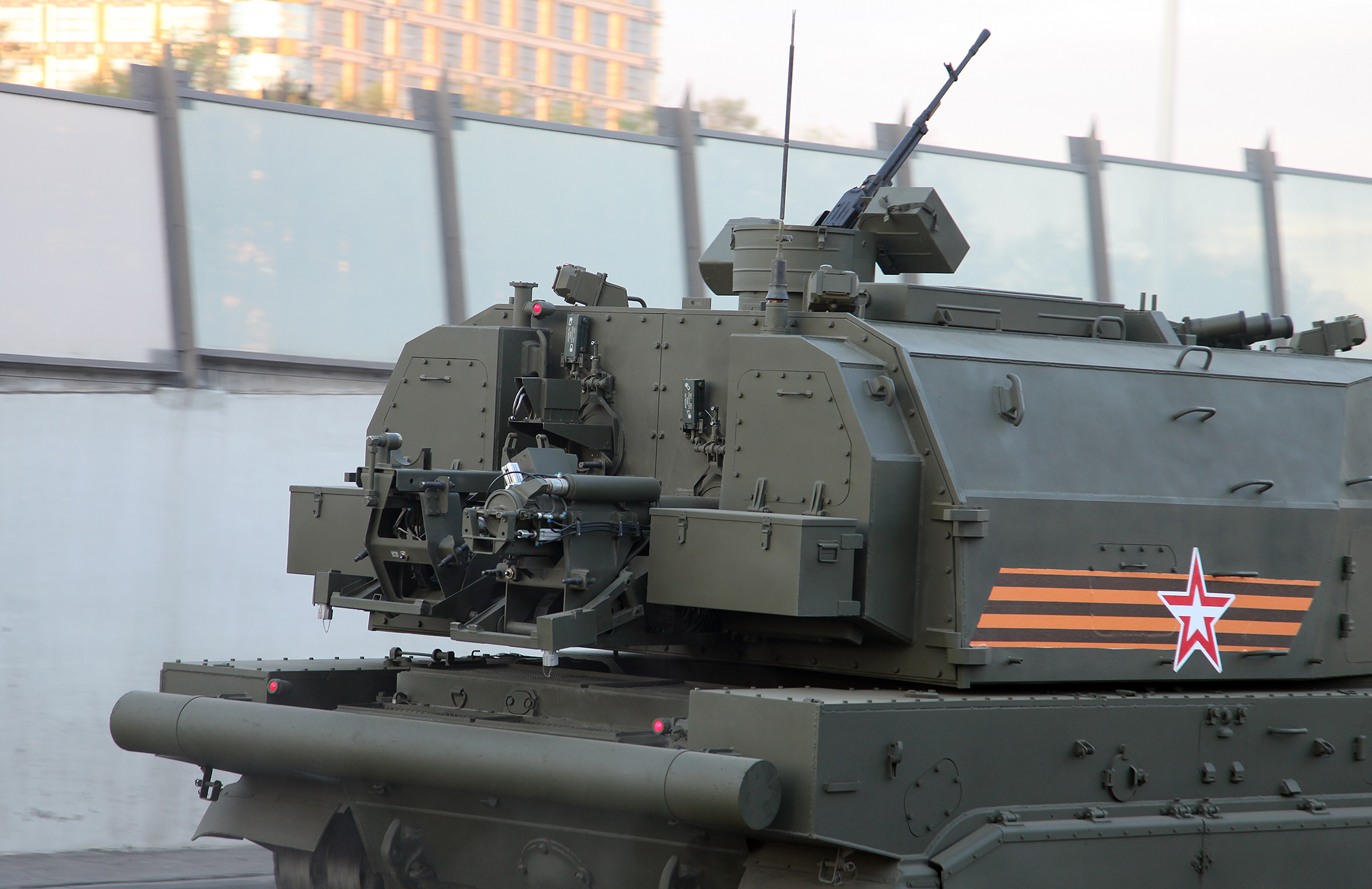
Nhìn gần phía sau
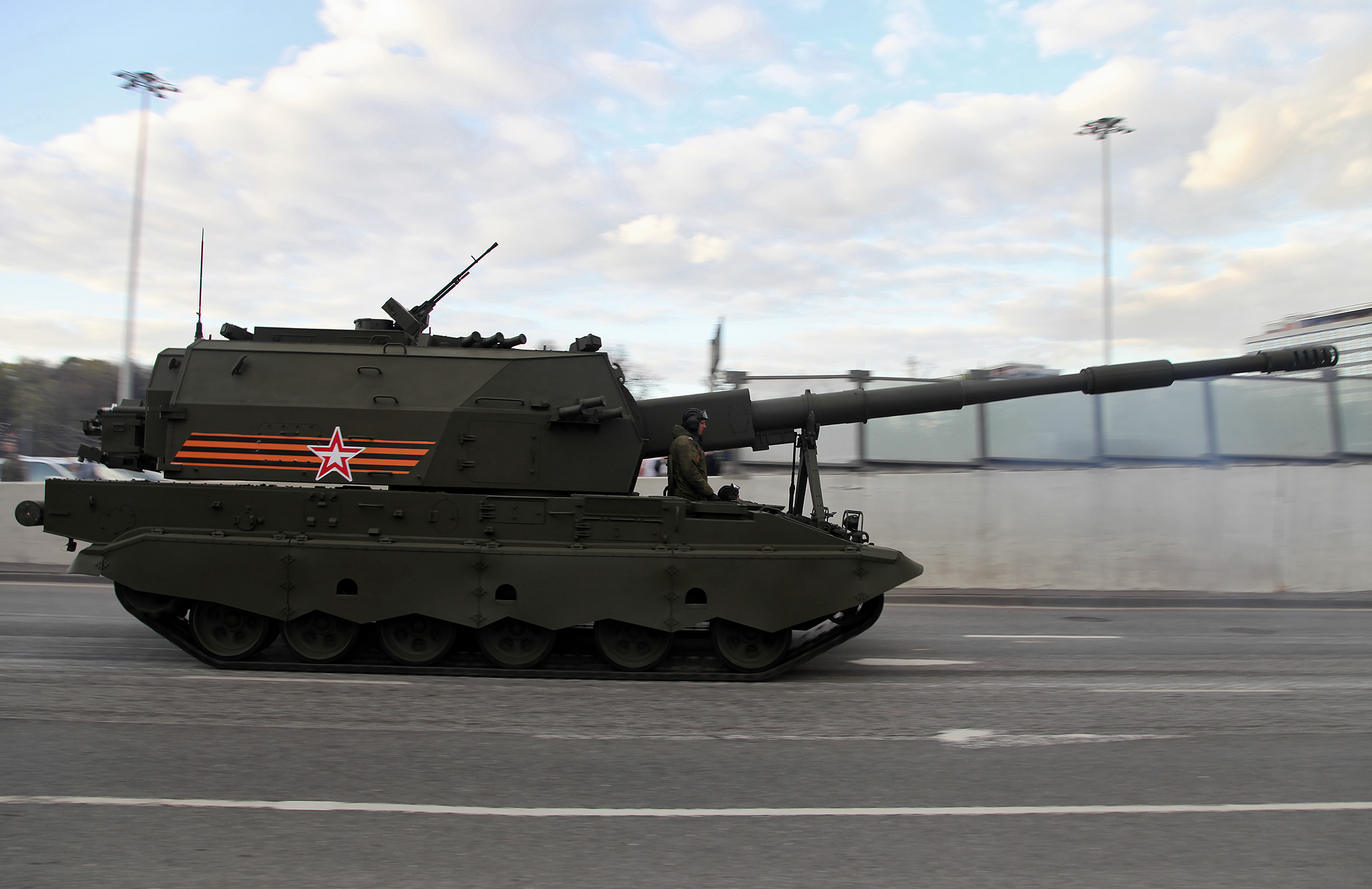
Góc nhìn ngang hông